# Coțofănești
Coțofănești è un comune della Romania di 3 297 abitanti, ubicato nel distretto di Bacău, nella regione storica della Moldavia.
Il comune è formato dall'unione di 4 villaggi: Bâlca, Borșani, Coțofănești, Tămășoaia.